# Резолюция 64 на Съвета за сигурност на ООН
Резолюция 64 на Съвета за сигурност на ООН е приета на 28 декември 1948 по повод Индонезийската национална революция. Отбелязвайки, че нидерландското правителство не е освободило президента на Република Индонезия и другите политически затворници, както постановява Резолюция 63, Резолюция 64 предлага Нидерландия незабавно да освободи тези затворници и да докладва на Съвета за сигурност в срок от 24 часа.
Резолюция 64 е приета с мнозинство от 8 гласа, като трима от членовете на Съвета за сигурност – Белгия, Франция и Обединеното кралство – гласуват въздържали се.